# Vol Viasa 897
Le 30 mai 1961, le McDonnell Douglas DC-8 opérant le vol Viasa 897, entre Rome et Caracas (via Madrid, Lisbonne et Santa Maria (Açores)) s’abîme en mer au large de Lisbonne.
L'accident fait 61 victimes, c'est pour l'époque le plus grave accident aérien civil du Portugal.

## Avion
Le McDonnell Douglas DC-8 portait le nom de "Fridtjof Nansen", il était la propriété de KLM bien qu'opérant pour la compagnie vénézuélienne Viasa.

## Enquête
Quelques minutes seulement après le décollage, l'avion part dans une spirale plongeante vers l'océan atlantique. Le rapport final des autorités portugaises et néerlandaises conclut à l’impossibilité de déterminer la cause probable de l'accident. Aucun élément, ne permet de mettre en cause les pilotes ou bien un défaut des instruments du DC-8. 